# Castello di Monrepos
Il Castello di Monrepos, in tedesco Schloss Monrepos (dal francese mon repos, "il mio riposo") è un maniero a nord-ovest di Ludwigsburg, in Germania. 

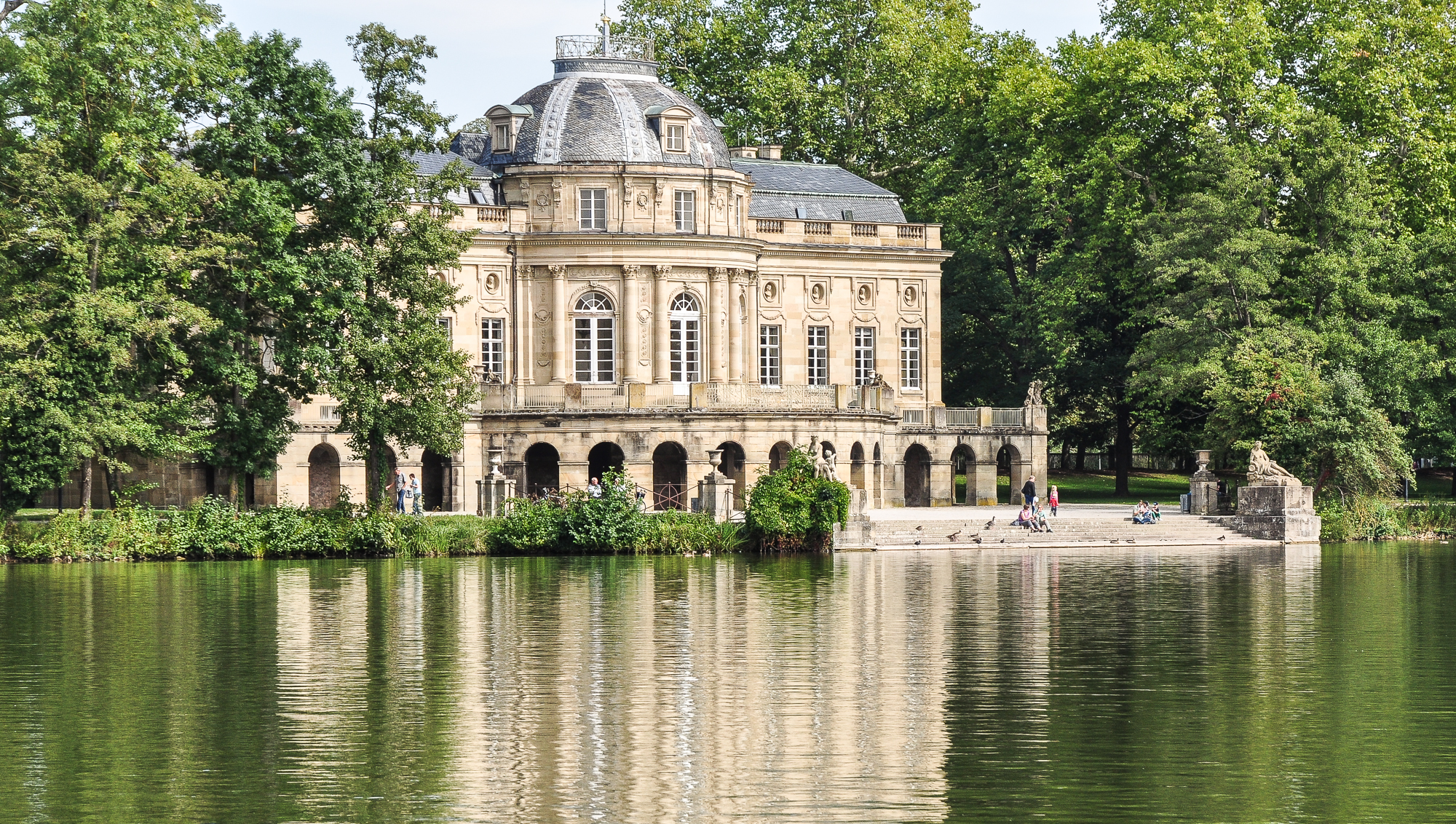
Castello di Monrepos

Il castello apparteneva ai duchi e ai sovrani del Württemberg che lo fecero costruire nei pressi del Castello di Ludwigsburg, palazzo residenzale dei duchi e poi re del Württemberg, e del Castello Favorite, residenza estiva e di caccia della famiglia. I tre castelli sono poco distanti tra loro e sono collegati da viali che percorrono un ampio parco naturale. Il Castello Monrepos è uno dei due palazzi minori della tenuta, utilizzato anch'esso come residenza di caccia. Di tutti e tre i castelli, questo è l'unico ad essere ancora di proprietà della famiglia reale del Württemberg, dopo la sua caduta nel 1918 e comprende un parco di 250 ettari.
Gran parte del terreno privato che circonda Monrepos è oggi un campo da golf e comprende anche una azienda agricola. Invece, la parte di proprietà dello Stato, è costituita da parchi e musei. 

## Storia

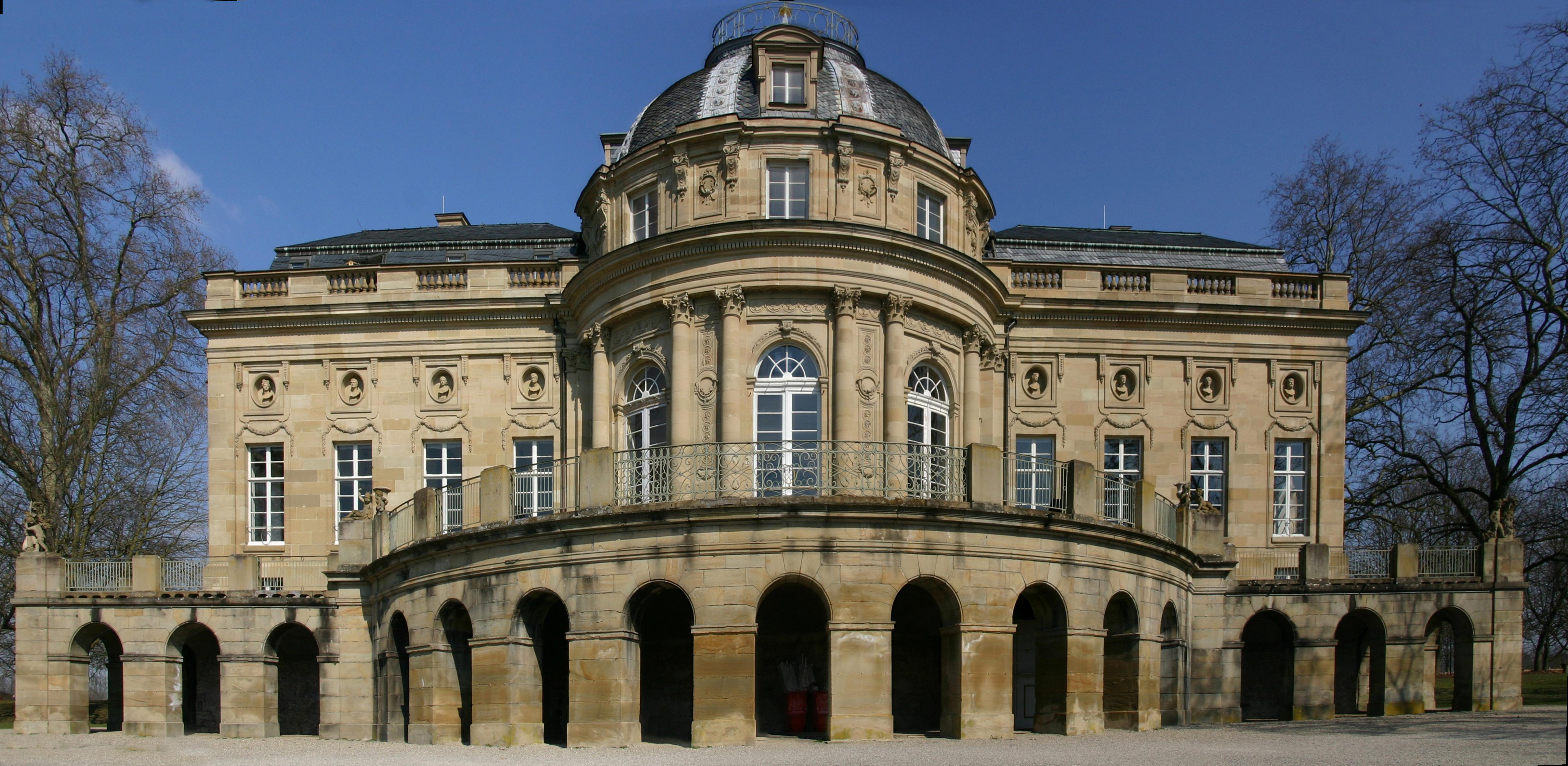
Castello di Monrepos, Ludwigsburg

### Costruzione
I duchi del Württemberg praticavano la caccia presso il luogo in cui sorge il castello e nei dintorni del lago di Eglosheim già dal XVI secolo. Nel 1714 il duca Eberardo Ludovico di Württemberg decise di far costruire sulla riva settentrionale del lago un padiglione ottagonale, progettato da Johann Friedrich Nette, che venne chiamato Seehäuslein, cioè "piccola casa sul lago". In seguito, sotto Carlo II Eugenio di Württemberg, l'intera area fu progettata in stile barocco e nel 1755 fu creato un lago rettangolare con sponde diritte. Qualche anno dopo, il duca incaricò il suo architetto Philippe de La Guêpière di progettare un più ampio palazzo di gusto barocco. I lavori di costruzione iniziarono nel 1760, ma si fermarono dopo quattro anni in quanto in quel periodo, il duca Carlo II Eugenio di Württemberg era più interessato ad altri progetti di costruzione di palazzi.

Il complesso, così solo semidefinito, cadde in abbandono fin quando il duca Federico I di Württemberg (elettore dal 1803 e re dal 1806) si interessò nuovamente all'edificio semidiroccato. Il capomastro Nikolaus Friedrich von Thouret progettò per lui una ristrutturazione del castello in stile classicista e fece rimodellare il giardino sul lago secondo lo stile all'inglese. La forma rettangolare del lago fu sostituita da una forma irregolare e furono create al suo interno due isole artificiali, l'Isola della Cappella e l'Isola di Cupido, sulle quali furono eretti alcuni edifici. In particolare sull'Isola della Cappela fa trasferita la piccola chiesa quartiere di Hohenheim, a sud di Stoccarda, mentre sull'Isola di Amore venne costruito un tempio in onore della divinità. 

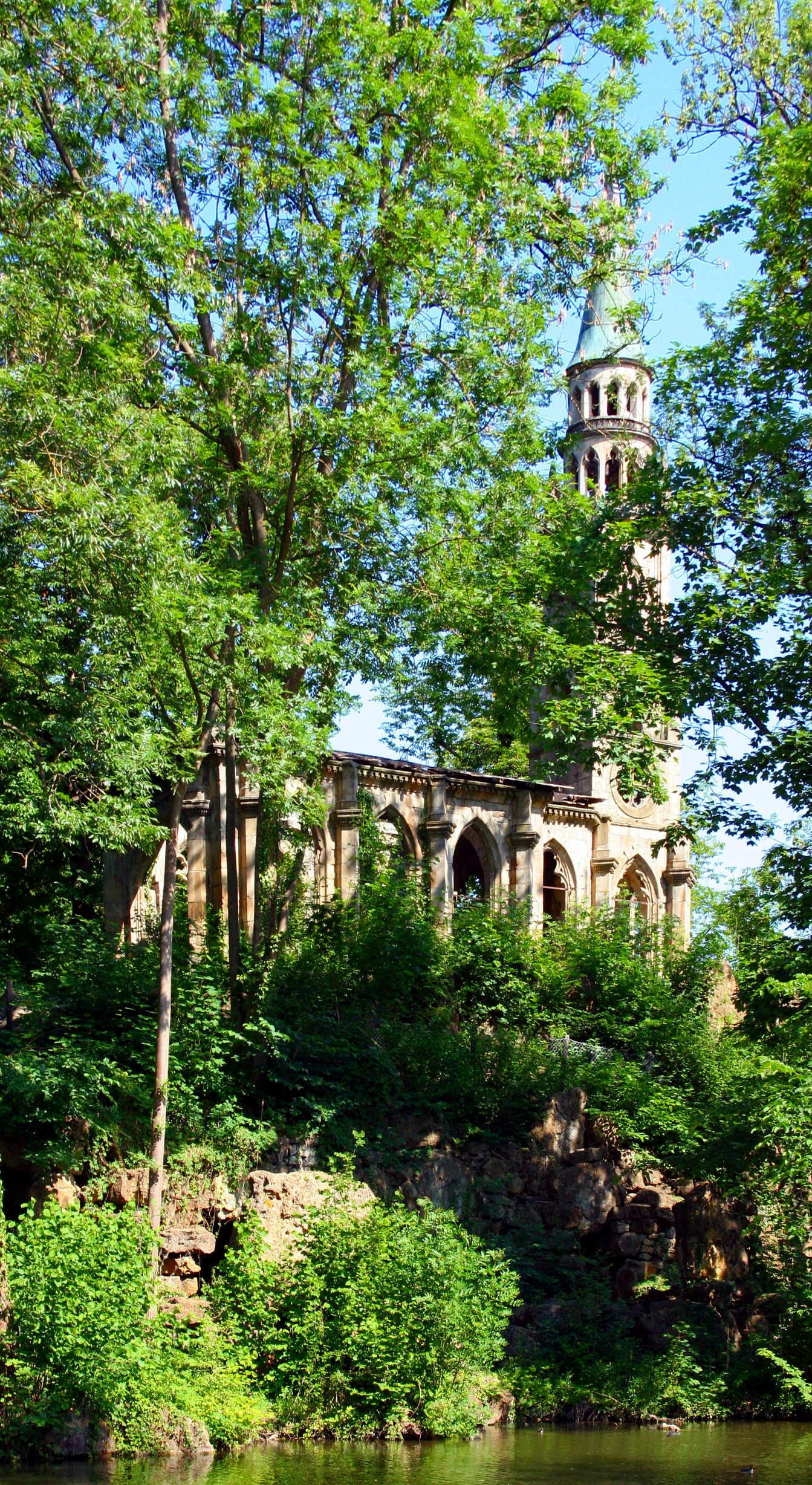
Isola della Cappella di Monrepos, rovine della chiesa

Contemporaneamente, nel 1804, fu costruito il Castello Monrepos secondo i progetti di Thouret. Il palazzo sul lago comprendeva anche un caseificio, cioè una tenuta agricola e un grande parco zoologico. Assunta la carica di Elettore, Federico I, diede al Castello il nome di "Monrepos" nel 1804. Il nome deriva dal fatto che Federico I, pochi anni prima, nel 1788, era stato costretto a vendere la sua tenuta di Monrepos vicino a Wyborg, a Ludwig Heinrich von Nicolay per motivi politici. Inoltre, il re andava spesso al Castello Monrepos con un piccolo seguito per ritirarsi e cacciare. Di fronte al palazzo fu costruito un edificio per feste e banchetti di corte e un teatro, poi il teatro del Castello Grafeneck sulle Alpi sveve fu trasferito qui e i due edifici furono collegati da un corridoio. In questo modo, anche le grandi feste, potevano essere celebrate qui. Due statue di leoni medicei, copie delle famose figure alla Loggia dei Lanzi di Firenze, vennero collocate davanti alla facciata del giardino del palazzo. Nel 1815, lo zar Alessandro I di Russia e l'imperatore Francesco II d'Asburgo-Lorena si incontrarono a Ludwigsburg. In questa occasione, nel teatro Monrepos ebbe luogo una rappresentazione dell'opera Cortez, durante la quale si aprì improvvisamente la parete di fondo del palcoscenico, dietro la quale i soldati del Württemberg inscenarono la battaglia della scena dell'opera.

### Vicende successive

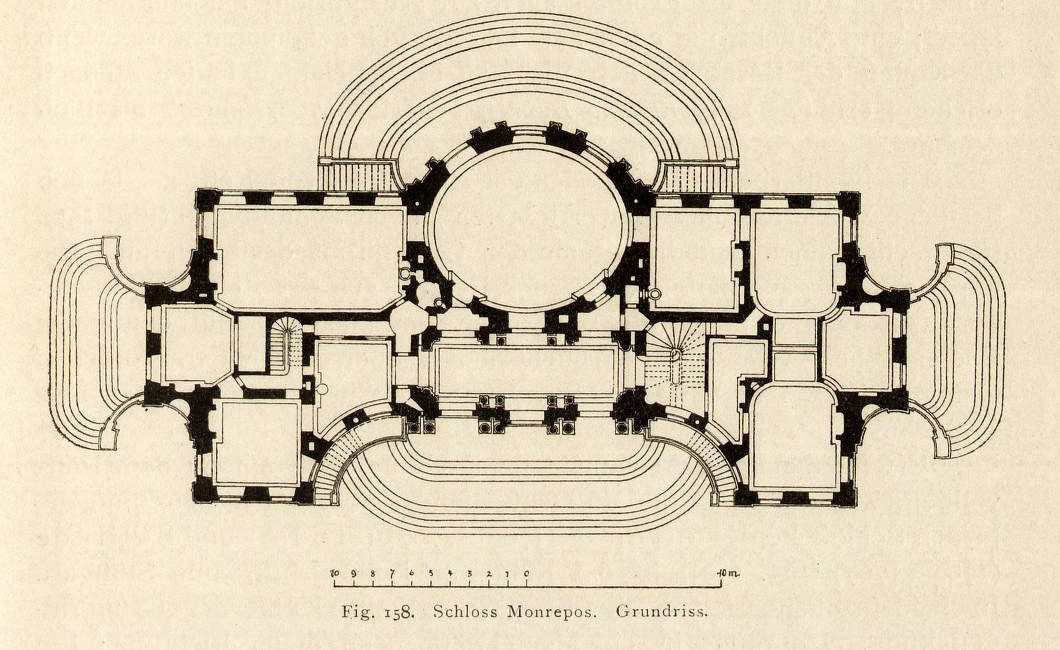
Castello di Monrepos, Ludwigsburg, pianta dell'edificio

Durante la monarchia, Monrepos servì i duchi e i re del Württemberg come palazzo di piacere privato e residenza di caccia. Quest'ultimo scopo si riflette nelle decorazioni pittoriche e scultoree del palazzo. Dopo la morte di re Federico I, nel 1816, la regina vedovaCarlotta di Württemberg ereditò il palazzo, ma probabilmente lo visitò solo raramente e diede in affitto il caseificio. Carlotta fece demolire l'edificio delle feste e dei banchetti e il teatro; la posizione di entrambi gli edifici è visibile di fronte al palazzo da un cumulo di terra. Successivamente il re Guglielmo I di Württemberg rinunciò al parco zoologico e utilizzò la tenuta principalmente per l'allevamento di ovini e bovini. Dopo la morte della regina Carlotta, nel 1829, Guglielmo I decise di usare il parco solo per scopo agricolo, inoltre, diede la tenuta in gestione alla Camera del Dominio di Corte e successivamente lo ribattezzò "Seegut". Il caseificio, le merci e l'allevamneto di animali passarono di proprietà allo Stato e il castello fu aperto al pubblico. Poco dopo la sua ascesa al potere, il re Carlo I di Württemberg ordinò che la tenuta fosse nuovamente chiamata "Monrepos". A partire dal 1870 la tenuta di Monrepos venne affittata e nel 1890 vi aprì una locanda pubblica. In seguito, Monrepos divenne un'area ricreativa locale per il circondario di Ludwigsburg. Durante la seconda guerra mondiale, nel 1944, la cappella dell'isola fu colpita da una bomba che ne distrusse il tetto e la navata e da allora è in rovina.
Tra il 1967 e il 1969, nelle immediate vicinanze del lago è stato costruito l'Hotel Schlosshotel Monrepos, ampliato nel 1975.

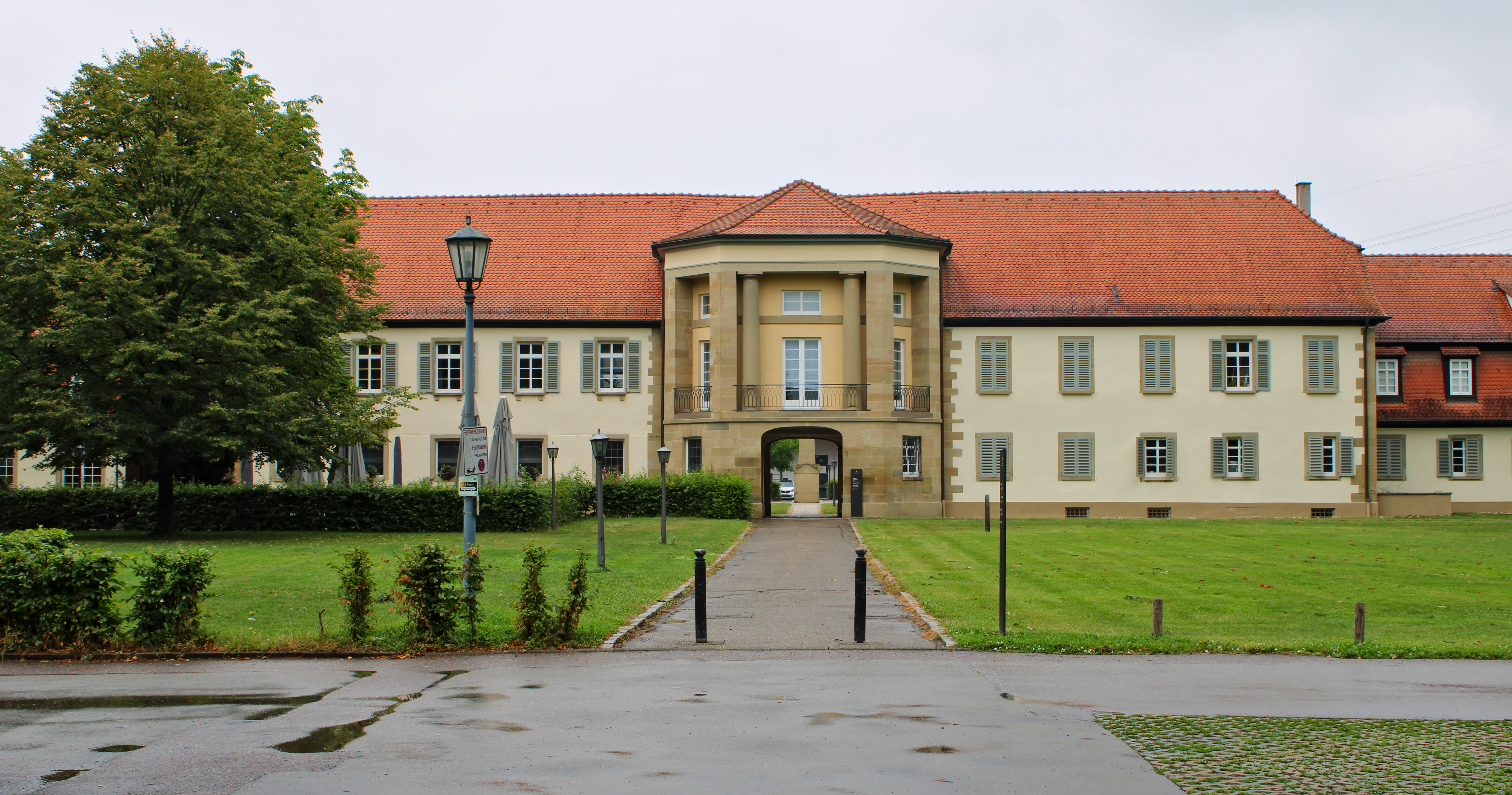
Hotel Schosshotel Monrepos

Nel 1981, la Camera di Giustizia del Württemberg trasferì l'ufficio della Camera di Giustizia di Stoccarda e la cantina in un edificio di nuova costruzione. Nel 2003, l'ufficio della Camera di Giustizia fu integrato nella divisione immobiliare di Ostfildern-Scharnhausen. Il campo da golf a nove buche è stato costruito su una parte dell'ex tenuta nel 1993. In seguito, è stato ampliato fino alle attuali 18 buche. È stato creato anche un campo da golf pubblico a 6 buche. Due ex granai della tenuta sono stati trasformati in edifici per uffici.
All'inizio degli anni '90, la Camera di Giustizia del Württemberg ha intrapreso una ricostruzione fedele del giardino all'inglese dell'epoca di re Federico I nell'ambito del programma Parkpflegewerk Monrepos, che tuttavia non ha potuto essere realizzato integralmente per motivi di conservazione della natura. I viali intorno al lago sono però stati ricreati secondo i vecchi progetti. Oggi il giardino del lago funge da area ricreativa per la zona di Ludwigsburg, mentre il palazzo stesso è affittato e non può essere visitato. Dal 1995, il festival "Monrepos Open Air" si tiene ogni anno di fronte al Castello.
Durante il Campionato europeo di calcio 2024, la Nazionale di calcio del Belgio sarà ospite dell'Hotel Schlosshotel Monrepos.

## Descrizione

### Decorazione
La funzione di residenza di caccia è molto presente nell’iconografia del dipinto del soffitto del palazzo raffigurante Adone e Venere, ma anche nel programma scultoreo dell’edificio esterno. Sulla cupola si ergeva una gigantesca figura in pietra dorata di Diana e la balaustra del tetto era occupata da gruppi di putti che rappresentavano, tra l'altro, le quattro stagioni. Nelle quattro nicchie delle facciate laterali erano collocate le statue di Adone e Meleagro nonché due ninfe con attributi della caccia.

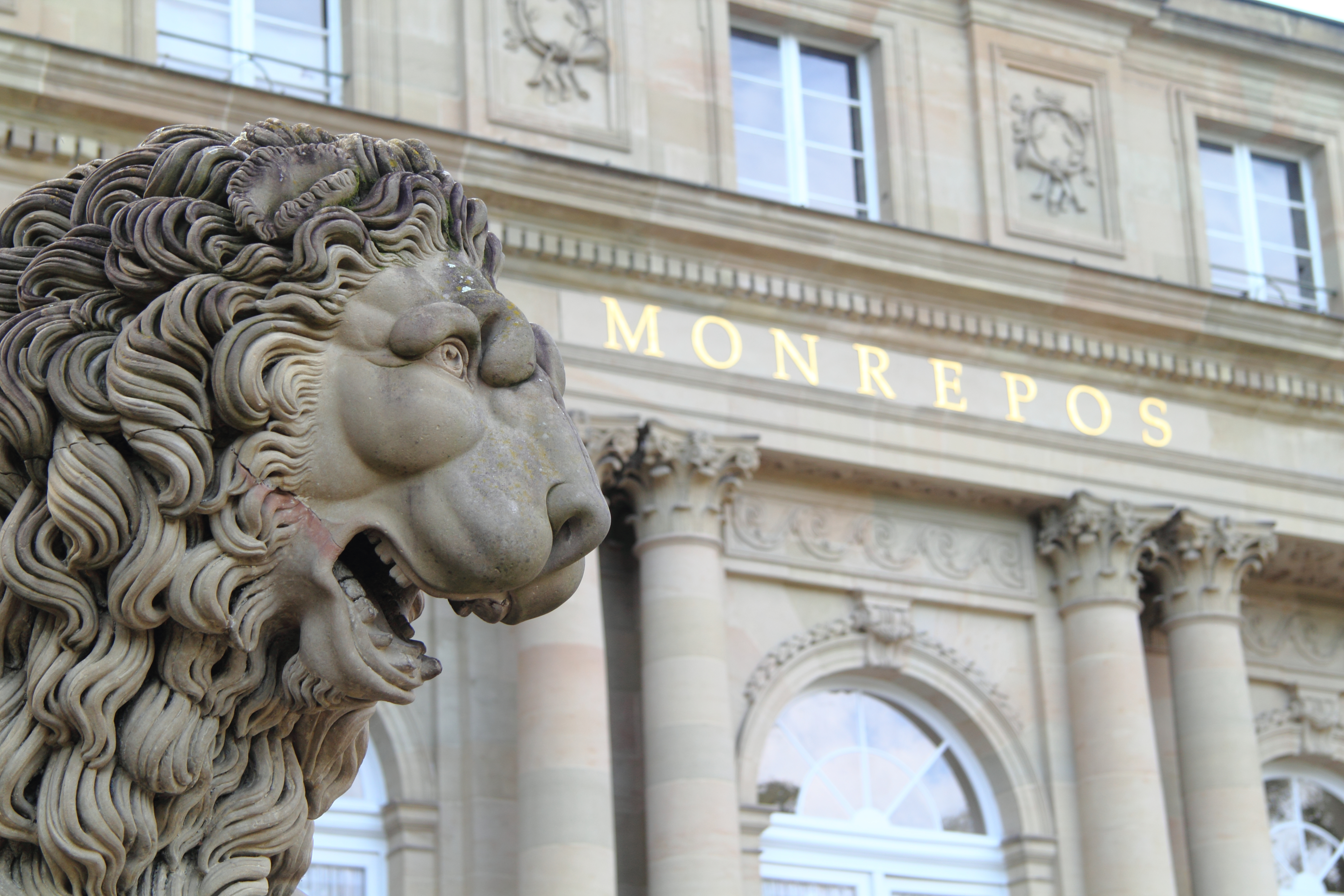
Particolare della facciata del Castello di Monrepos con una delle statue di leone in primo piano

Oltre a Philippe de La Guêpière come architetto di corte del duca Carlo Eugenio, al castello di Monrepos lavorarono gli scultori Johann Wilhelm Beyer e Pierre François Lejeune, così come i fratelli Ludovico e Materno Bossi come stuccatori della decorazione interna. Il dipinto sul soffitto della grande sala, di cui ancora si discute, è stato realizzato dal pittore di corte di Carlo Eugenio, Nicolas Guibal. Nikolaus Friedrich von Thouret fu responsabile della ristrutturazione sotto il duca Federico, poi re del Württemberg. Tra gli artisti che lavorarono alle decorazioni del castello si citano anche l'incisore Ludwig Necker e il pittore Adolf Friedrich Harper.

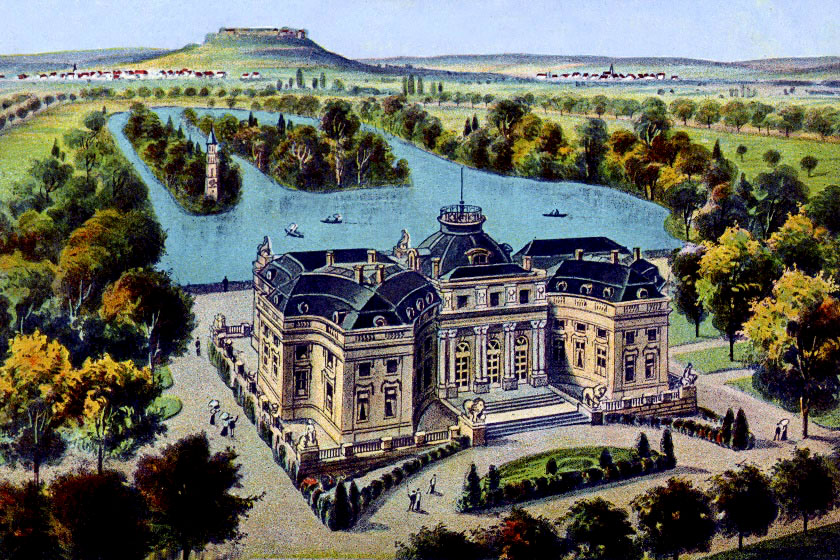
Cartolina del 1900 del Castello
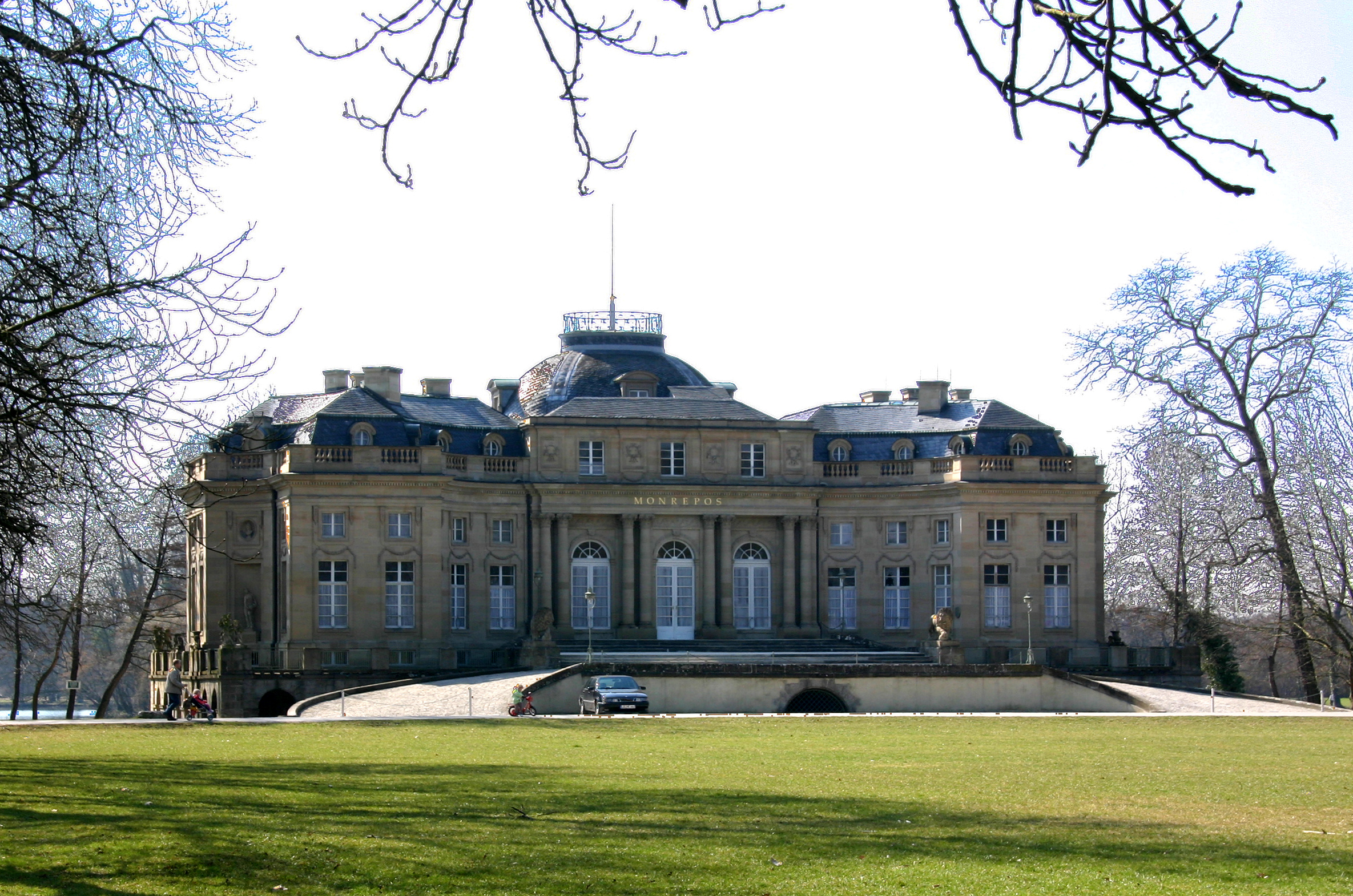
Facciata del castello
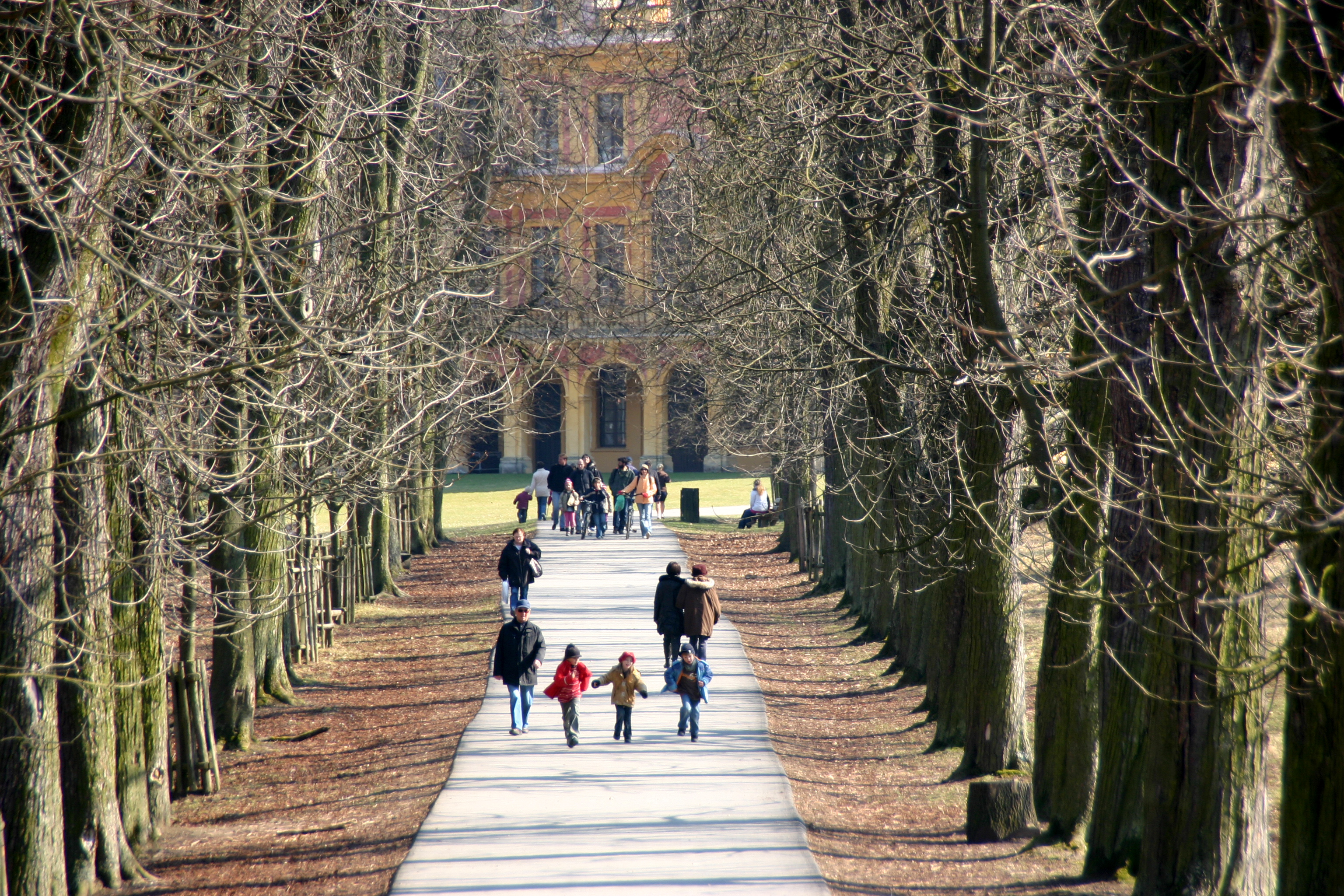
Viale di collegamento tra il Castello Favorite e il Castello Monrepos
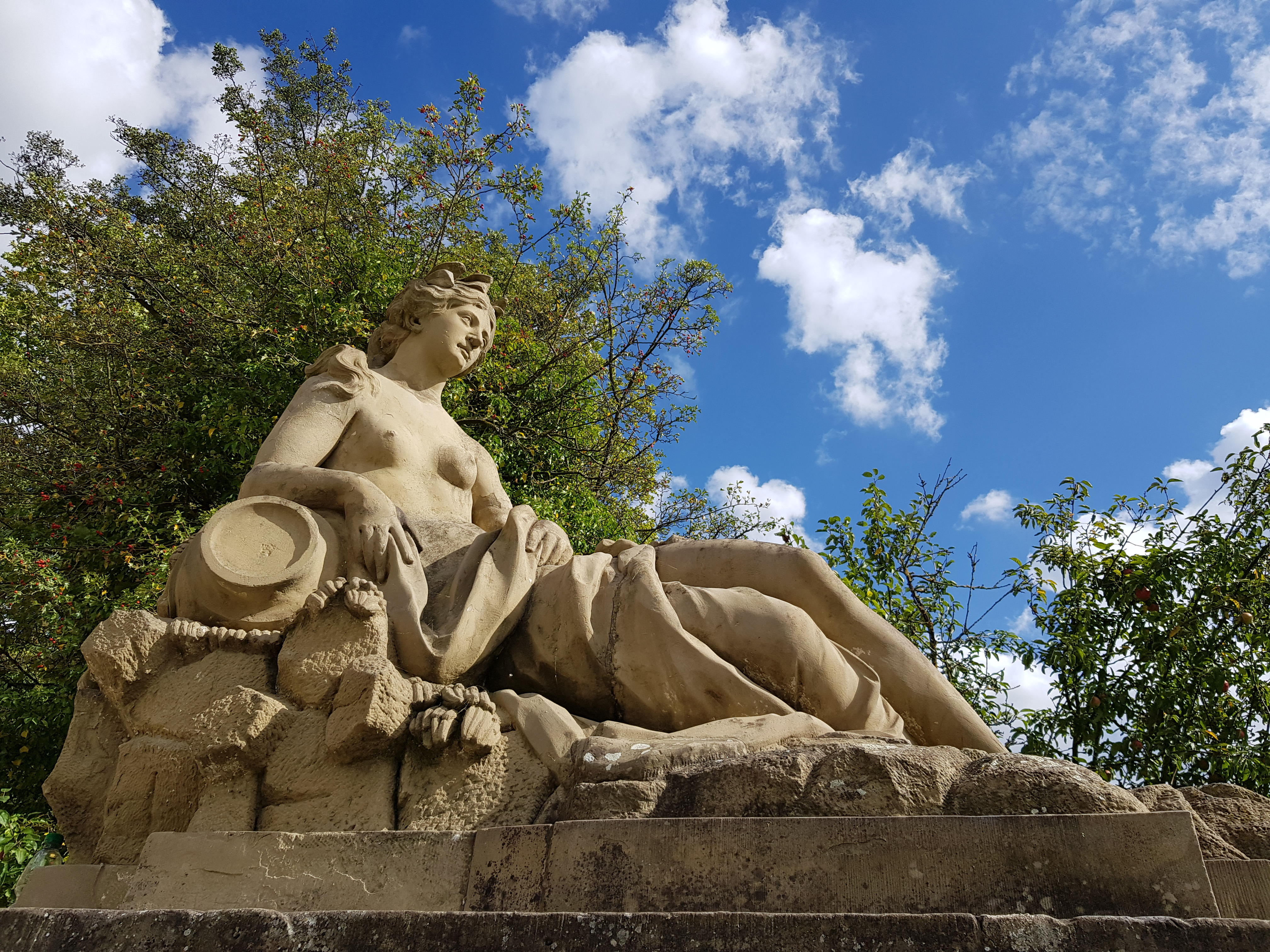
Statua al lago
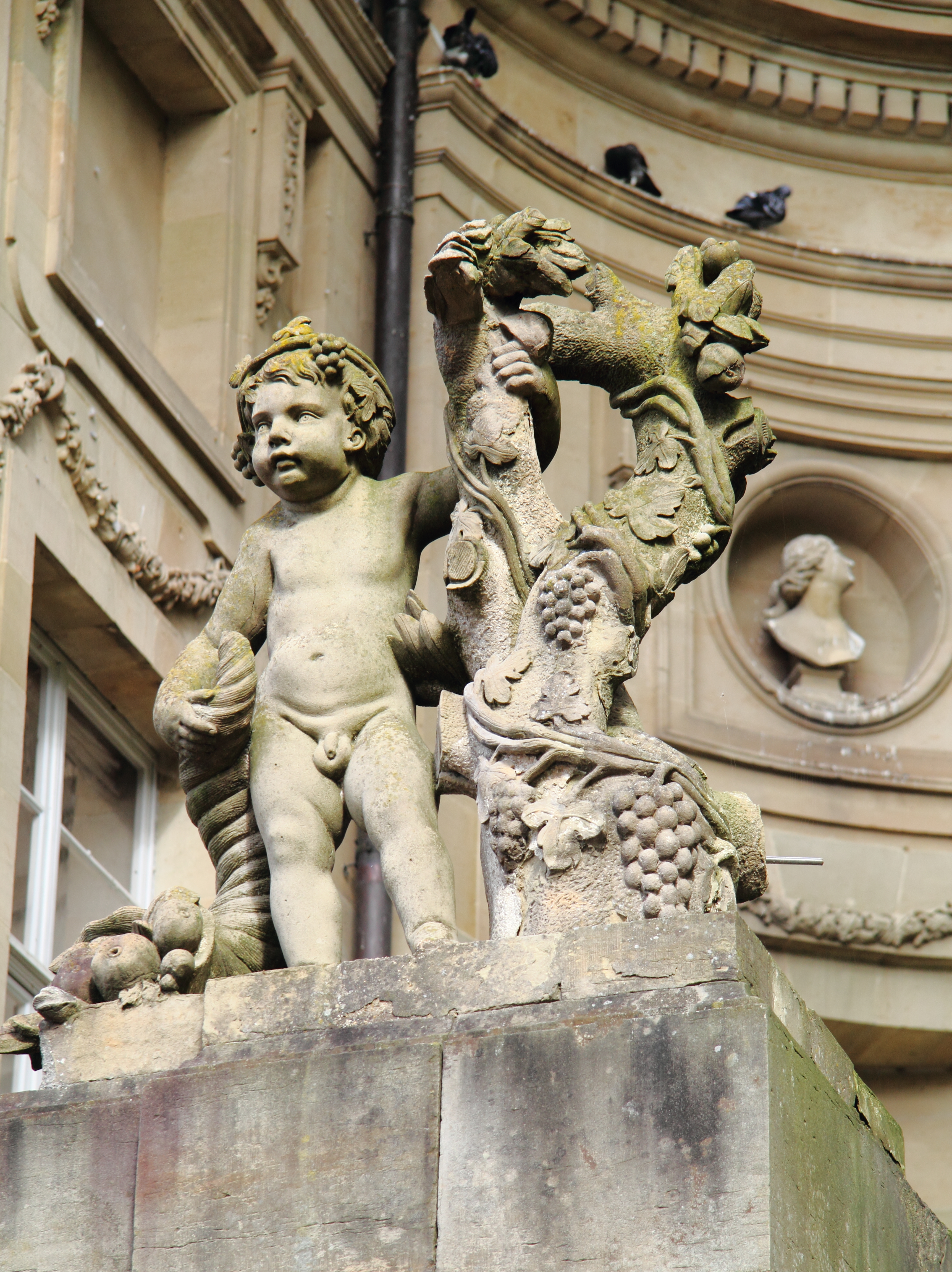
Particolare decorativo